# Personnages de Mes parents cosmiques
Cet article présente les personnages du feuilleton télévisé Mes parents cosmiques.

## Brian Johnson
Le rôle est joué par (Tony Gardner). Homme du couple extra-terrestre, maîtrise très bien le morphing. Il est souvent exploité pour sa naïveté par son fils adoptif pour l'aider dans ses mauvais coups. Il est un personnage super important dans chaque épisode. Une des fois, il se fait passer pour un handicapé, dans un autre, il crée un refuge d’animaux, dans l'autre, il se fait passer pour un vampire et veut aller mordre Mr Whiteside car les relations entre Josh et son professeur de Math ne sont pas trop bien. Il est parfois super bête c'est pour cela qu'il n'a pas le droit d'utiliser un petit ordinateur capable de transformer la maison et sert aussi comme dictionnaire. C'est lui qui a causé la chute du vaisseau sur terre. CJ l'aide toujours durant les catastrophes qu'il accomplit depuis qu'ils se sont rencontrés.

## Sophie Johnson
Le rôle est joué par (Barbara Durkin, puis à partir de 2001 Carla Mendonça) : Femme du couple extra-terrestre, maîtrise le morphing avec difficulté. Elle est assez naïve comme Brian. Dans la série, l'actrice change, car en se transformant en Mel pour l'aider, Sophie ne parvint plus à recouvrir son ancienne apparence mais réussit à en recouvrir une autre. Elle découvre pendant la saison 3, qu'elle pouvait se transformer en ce qu'elle veut, grâce à ça, elle peut aider Josh pendant ses petits coups. Elle adore connaitre tout sur ses enfants adoptifs par exemple dans l'épisode l'arche de Brian elle croit que Lucy a un petit ami et se change en lui, croyant que sa fille adoptive est malheureuse après avoir rompu avec Derek, ce qui crée une dispute entre Lucy et Wendy.

## Melanie Barker
Melanie "Mel" Barker (Danielle McCormack) : Ainée des enfants, est plutôt rebelle et un peu étrange, en effet elle râle souvent et est assez rancunière. Tout le monde sait (sauf ses parents adoptifs) que c'est quand on la voit de mauvaise humeur qu'elle va bien. Elle sort avec Trent, son meilleur ami, à partir de la saison 3. Frankie est dingue d'elle mais à chaque fois qu'il vient la voir elle le rejette. Elle est aussi harcelée par Handy qui, lui aussi l'aime. Elle est toujours attachée à ses parents biologiques qu'elle invoque dans presque chaque épisode. Elle quitte les Barker-Jhonson pour une carrière musicale. Lors du dernier épisode de la Saison 7, elle quitte ses parents adoptifs pour aller au Canada avec son oncle et sa tante.

## Joshua Barker
Joshua "Josh" Barker (Alex Kew) : Cadet des enfants, est très mauvais à l'école et frôle chaque année le redoublement. Il est "obsédé" par l'argent et ne cesse d'arnaquer ses amis et sa famille pour s'en faire plus ou obtenir ce qu'il veut. Il adore faire des farces à toute sa famille et sait profiter des gens. Il rejette Brayan qui veut faire partie de sa bande à tout prix. C'est la personne la plus détestée de Popy maning et Mr Whiteside. Lors du dernier épisode de la Saison 7, il quitte ses parents adoptifs pour aller au Canada avec son oncle et sa tante. 

## Lucille Barker
Lucille "Lucy" Barker (Charlotte Francis) : Benjamine puis cadette des enfants, c'est la surdouée de la famille (si on ne tient pas compte de ses parents adoptifs dont l'intelligence superdéveloppée est d'origine extra-terrestre) et c'est la seule à aimer travailler. Son plus grand rêve dans la vie est de devenir astronaute. Sa meilleure amie est Wandy Rishardson. Elles s'affrontent dans des concours à chaque fois pour voir qui est la meilleure. Elle va même une fois espionner la mère de sa meilleure amie en train de parler à Mme Ardman ou elle croira que Wendy va mourir. Elle est beaucoup de fois énervée par Sophie qui l'énerve trop. Elle adore jouer au échec et faire de la science. Lors du dernier épisode de la Saison 7, elle quitte ses parents adoptifs pour aller au Canada avec son oncle et sa tante.

## CJ
C.J. (Olisa Odele à partir de 2004) : C.J. a été adopté beaucoup plus tard que les Barker (n'a donc évidemment aucun lien du sang avec la fratrie des Barker) il a failli être écrasé par un camion mais Brian qui se prenait pour un super héros nommé Super Brian, et vu qu'il commençait à comprendre que Brian et Sophie n'était pas d'"ici" il menaça de les dénoncer, de ce fait il fut introduit dans la famille (il s'avère qu'il était aussi orphelin). Depuis il est toujours prêt à aider Brian dans ses projets quels qu'ils soient. Lors du dernier épisode de la Saison 7, il quitte ses parents adoptifs pour aller au Canada avec l'oncle et la tante des Barker.    

## Harriet
Harriet "Harry" (Stephanie Fearon à partir de 2005) : Elle fut adoptée pour remplacer Mel, d'ailleurs ils ont fait le bon choix car, en termes de caractère, c'est Mel tout craché, comme elle, Harry râle souvent et est toujours de mauvaise humeur, elle refuse également qu'on l'appelle par son véritable prénom. Elle protège beaucoup C.J. car c'est lui le benjamin de la famille et "le plus fragile". Lors du dernier épisode de la Saison 7, elle quitte ses parents adoptifs pour aller au Canada avec l'oncle et la tante des Barker.   

## Entourage de Melanie Barker

### Trent Clements
Terence "Trent" Clements (Keith Warwick) : C'est le meilleur ami de Mel puis son petit ami, on lui reproche souvent de trop se comporter comme une fille, par contre il sait être vicieux quand il en a envie. Il finit par avoir une relation amoureuse avec sa meilleure amie. Entre eux, ce fut toujours pour le meilleur, et surtout pour le pire !

### Handy La Fouine
Handy est un garçon moche, bête et repoussant. Il est amoureux de Mel lui aussi, mais celle-ci le repousse. Il change d’apparence durant la saison 6, ce qui lui permet d'attirer les filles. 

## Entourage de Josh Barker

### Pete Walker
Pete est un des meilleurs amis de Josh, le rôle est joué par Patrick Niknejad. Dans un des épisodes, celui-ci collectionne des timbres et c'est ce qui pousse Josh à le trahir dans certaines circonstance. Il est toujours arnaqué par Josh qui adore rendre des services pour gagner de l’argent. Il aimait Tania Thomas durant la saison 1.

### Frankie Perkins
Frankie Perkins (Jordan Maxwell) fait sa première apparition durant l'épisode 2 ou il voit pour la première fois Mel Barker, et depuis ce jour, il ne pense plus qu'à elle. Dans presque tous les épisodes ou on le voit il essaye d’impressionner Mel, il demande aussi à Josh des informations sur elle et essaye par tous les moyens de la rendre amoureuse de lui.

### Tania Thomas
Tania Thomas est la fille dont Josh est amoureux. Il essaye de l'impressionner et de la rendre amoureuse de lui. Il réussit à obtenir un rancart avec elle mais Brian l'extraterrestre, ne lui laisse pas cette chance en allant voir donnise, la fille qui aime Josh et en lui obtenant une sortie au cinéma. À chaque fois, qu'il obtient un rendez-vous avec elle tout tourne à la catastrophe. Dans un des épisodes de la saison 6, Tania jure qu'elle ne sortira plus jamais avec Josh.

### Dave Locket
Dave est un garçon craquant qui attire les filles. Il n'aime pas trop Josh et ne l'invite pas durant ses fêtes que si celui-ci l'invite chez lui. 

### Donnise
Donnise est la fille qui aime Josh. Durant la saison 1, Brian transformé en Josh lui demande à sortir mais tous tour au vinaigre quand elle voit Tania chez lui. Depuis ce jour, elle se sent trahi par celui-ci et ne l'aime plus du tout.

## Entourage de Lucy Barker

### Wendy Richardson
Wendy Richardson (Isabella Melling) : La meilleure amie de Lucy, c'est bien elle ; elles partagent la même passion : devenir astronaute ! Wendy aussi est surdouée, mais elle peut se montrer très souvent détestable envers Lucy, même sans le faire exprès.

### Popy Manning
Popy Maning est une fille populaire mais qui achète ses amis avec des jeux sur PC. Elle déteste Josh et adore lui faire de mauvais coups. Quand Wendy déménage, une des fois, Lucy veut devenir ami avec popy car elle se sent seule.

## Les professeurs

### Graham Whiteside
Graham Whiteside (Dan O'Brein) est un professeur très strict, pas question de lui désobéir. On voit dans un épisode qu'il est un brin sexiste. Il adore distribuer des heures de colle même pour de petites fautes. Il adore surtout faire ce coups à Josh.

### Alison Hardman
Alison Hardman (Beatrice Kelly) est un bon professeur mais pas non plus du genre à se laisser marcher sur les pieds. Elle était autrefois une danseuse connus qui a remporté de grand prix.

### Colman
Il est durant la saison 1, le professeur de Mel. Celui-ci exige une bonne discipline. Il est venu rendre visite au Johnson pour parler du comportement de Mel. Mais il découvre que Brian est bizarre.

## Autres

### Reece
Mlle Reece (Neve Taylor) est l'assistante sociale qui s'occupe des enfants et qui vient de temps en temps faire le point avec Brian et Sophie sur leur vie de famille. Elle est très sympathique et a même félicité Brian et Sophie pour leur "bon travail" en tant que parent adoptifs. Mais elle est un peu naïve sur les bords, en effet elle a eu un bon nombre de fois une occasion de découvrir la véritable identité des Johnson mais elle n'a jamais rien remarqué.